# عملية شناو
عملية شناو هي عملية احتجاز للرهائن حدثت في مارشاغ في النمسا في28 إلى 29 سبتمبر عام 1973 وقبل حرب أكتوبر، حيث قام فلسطينيان باحتجاز بعض ركاب القطار الذي يحمل المهاجرين اليهود من الاتحاد السوفيتي إلى قصر شناو في النمسا تمهيدًا لمنحهم جوازات سفر إسرائيلية وترحيلهم إلي إسرائيل وكانت مطالب هذين الفلسطينيين إغلاق هذا المعسكر وإيقاف هذه الهجرة، وقد استجاب المستشار برونو كرايسكي، وأغلق هذا المعسكر.
جدير بالذكر أنه صور فيلم سينمائي يروي أحداث هذه العملية والذي عرض لأول مرة عام 1977م.